# 卡哈坦博
卡哈坦博（西班牙語：Cajatambo），是秘魯的城鎮，位於該國中南部利馬大區，是卡哈坦博省的首府，該城鎮附近有銀礦，每年平均降雨量788毫米，海拔高度3,350米，2005年人口2,245。
10°29′S 77°02′W / 10.483°S 77.033°W